# Бацилярний ангіоматоз
Бациля́рний ангіомато́з (також бактеріальний ангіоматоз, епітеліоїдний ангіоматоз; англ. Bacillary Angiomatosis) — інфекційне захворювання з групи бартонельозів, яке виникає, перш за все, у людей зі зниженим імунітетом і супроводжується проліферативним ураженням кровоносних судин. Відрізняється поліморфізмом клінічної картини. Його визначають також як «псевдонеопластичне інфекційне, шкірно-судинне захворювання».

## Актуальність
Хоча є виліковною, вона може бути небезпечною для життя, якщо її не лікувати. Бацилярний ангіоматоз є другою за частотою причиною ангіоматозних уражень шкіри у людей, які інфіковані вірусом імунодефіциту людини (ВІЛ).

## Етіологія
Ураження спричинюють три представника роду Bartonella — В. quintana (також збудник волинської гарячки), B. henselae і В. clarridgeiae (також спричинюють хворобу котячих подряпин).

## Епідеміологічні особливості
- В. quintana передається через платтяних вошей людини; можливо через коростявих кліщів; ймовірно резервуаром є мишоподібні гризуни і люди. Під час світових війн збудник спричинив епідемії волинської гарячки, які після воєн щезали, але надалі було виявлено, що збудник циркулює серед населення, зокрема, антитіла до нього є в Україні у 2,5 %, у Франції — до 0,6 %. Було виявлено, що він часто спричинює також ендокардит у ВІЛ-інфікованих наркоманів. У людини, крім гострого гарячкового захворювання, можливо тривале (до 2-5 років) приховане безсимптомне носійство або ж розвиток надалі хронічної лімфаденопатії і ендокардиту.
- B. henselae передаються через котячих бліх Ctenocephalides felis  і кліщів; домашні коти та інші представники котячих є резервуарами, збудник від них передається до людей з укусами і подряпинами.
- В. clarridgeiae передається як B. henselae від котячих, ймовірно від койотів.

## Патогенез і патоморфологічні зміни
Поширення мікроорганізмів від місця вхідних воріт відбувається лімфогенним і гематогенним шляхами, що призводить до генералізації інфекції з відповідним гострим або хронічним перебігом. Основними «мішенями» бартонел в цій ситуації є ендотеліальні клітини серцево-судинної системи. У місцях прикріплення бартонел до чутливих клітин формуються скупчення (кластери) мікроорганізмів і виникає запальна реакція з розростанням клітин ендотелію і прилеглих тканин. Зазвичай уражається найбільш вразлива частина судинної системи людини в її мікроциркуляторному руслі, причому частина ендотеліальних клітин некротизується. У результаті розвивається ангіоматоз. Навколо ділянок з «набряклими» («епітеліоїдними») ендотеліальними клітинами групуються нейтрофіли і еозинофіли. Розташування останніх відповідає, як правило, скупчень бартонел у периваскулярном просторі. Морфологічну основу хвороби становить аномальна, вогнищева проліферація набряклих клітин ендотелію, які часто виступають у просвіт судин у мікроциркуляторному руслі судинної системи. Ураження еритроцитів ці види бартонел не спричинюють.

## Клінічні ознаки
Пацієнти з бацилярним ангіоматозом часто мають в анамнезі ВІЛ-інфекцію, трансплантацію органів, лейкемії або хіміотерапії. Інокуляція бартонел може призвести у людей з імунокомпетентністю до появи піогенного гранульоподібного вузлика у місці на шкірі, яке до цього подряпала кішка. У тому випадку, коли переважає ураження поверхнево розташованих кровоносних судин, розвивається ангиоматоз шкіри у вигляді безладно розкиданих на різних ділянках тіла — від голови до кінцівок — одиночних або численних (до 1000 і більше у одного хворого) безболісних папул. Останні піднімаються над поверхнею шкіри на ніжці як гриби й досягають величини невеликих гемангіом. Судинні утворення прикриті зверху стоншеним епітелієм, при проколі верхівки вони рясно кровоточать.
При більш глибокому підшкірному заляганні патологічних судинних розростань формуються вузлуваті сплетення, що сягають декількох сантиметрів у діаметрі. Вони виглядають як дифузно збільшені вузли, розташовані підшкірно на будь-якій ділянці тіла, включаючи голову і спину. Відзначено, що бацілярний ангіоматоз найбільш часто розвивається у осіб з імунодефіцитом, особливо у хворих на СНІД. Позашкірні форми хвороби супроводжується розвитком гарячки, ознобом, нічним потовиділенням, анорексією, блюванням, втратою ваги. Описано ускладнення з боку легень, обструкція жовчовивідних шляхів, абсцеси печінки, ураження кісткового мозку тощо.

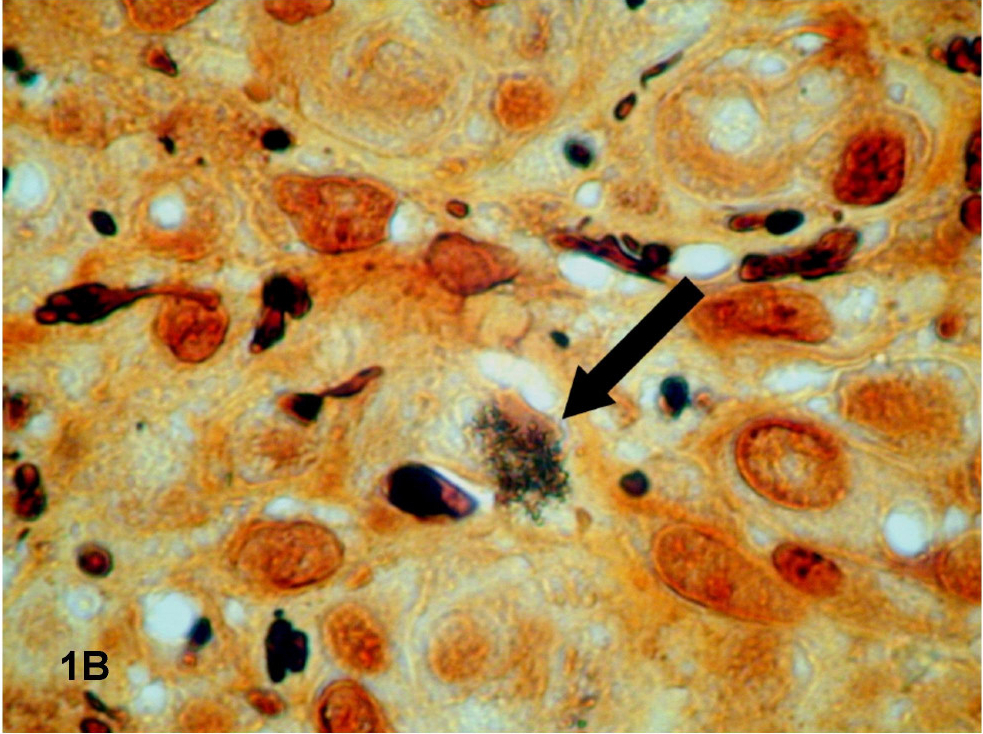
Скупчення бартонел (показані стрілкою) при фарбуванні патогістологічного препарату за Вортін-Старрі

## Діагностика
Діагноз бактеріального ангіоматозу як шкірного, так й позашкірного найчастіше ґрунтується на клінічних особливостях та біопсіях ураження. Гістологія виявляє судинну проліферацію з наявністю нейтрофілів, що мігрують до кровоносних судин і скупчень бактерій, яке можна продемонструвати за допомогою модифікованого фарбування сріблом за Вортін-Старрі (Warthin–Starry stain). Виявлення ДНК бартонел у тканинних зразках за допомогою полімеразної ланцюгової реакції (ПЛР) або антигенів бартонел за допомогою імуногістохімічних методів є підтверджуючим.

## Лікування
Здійснюється етіотропна терапія як й при інших бартонельозах. Наразі використовують азитроміцин 0,5 г раз на добу, або кларитроміцин 0,5 г 2 рази на добу, або доксициклін 0,1 г 2 рази на добу, упродовж 2-х тижнів — 2-х місяців. У тяжких випадках — комбінацію доксицикліну 0,1 г 2 рази на добу і рифампіцину по 0,3 г на добу більш тривало. Кріотерапія, електродезикація, кюретаж і хірургічне висічення одиночних шкірних уражень можуть бути корисними лише як додаткова терапія. Тільки антибіотикотерапія забезпечує від можливого скритного поширення бартонел, регресії уражень. Глюкокортикостероїди, цитотоксичні препарати та променева рентгенівська терапія не є ефективними.

## Профілактика
Профілактика бактеріального ангіоматозу включає уникнення контакту з бродячими кішками та запобігання зараження домашніх котів блохами. Ризик інфікування котів через контакт з блохами Ctenocephalides felis може бути зменшений за допомогою носіння на шиї комірця проти бліх та кліщів, що містить 10% імідаклоприда і 4,5% флуметріну. Профілактичні заходи включають також обробку шерсті котів перметрином, одягу та постільних речей хазяїв. Крім того, макроліди, які використовують для профілактики зараження Mycobacterium avium-intracellulare у пацієнтів, інфікованих ВІЛ, захищають від бацилярного ангіоматозу.